# Dichomera gemmicola
Dichomera gemmicola är en svampart som beskrevs av A. Funk & B. Sutton 1972. Dichomera gemmicola ingår i släktet Dichomera och familjen Botryosphaeriaceae.   Inga underarter finns listade i Catalogue of Life.